# Gobierno del Estado de Veracruz
El gobierno del estado de Veracruz, es decir, el poder público del Estado Libre y Soberano de Veracruz de Ignacio de la Llave, se establece en la constitución política correspondiente, y se divide, para su ejercicio, en tres poderes de gobierno: el Ejecutivo, el Legislativo y el Judicial.

## Poder Ejecutivo
El Poder Ejecutivo se deposita en un solo individuo, que se denomina gobernador del Estado.
La elección de gobernador es realizada por el o la Organismo Público Local Electoral, y el voto es universal para todos los electores mayores de 18 años adscritos al Padrón Electoral Estatal; el candidato que obtenga la mayoría relativa —el mayor número— de los votos sufragados recibirá la constancia de mayoría que lo acredita como "Gobernador Electo del Estado".
El puesto de gobernador del Estado sólo es renunciable por causa grave, la cual será calificada por el Congreso del Estado.

### Requisitos para ser gobernador
Para ser gobernador del Estado, se requiere:
- Ser veracruzano en pleno ejercicio de sus derechos;
- Contar con residencia efectiva en la Entidad de cinco años inmediatos anteriores al día de la elección;
- Tener por lo menos treinta años cumplidos al día de la elección;
- No ser servidor público del Estado o de la Federación en ejercicio de autoridad. Este requisito no se exigirá al Gobernador interino ni al sustituto;
- No ser militar en servicio activo o con mando de fuerzas;
- No pertenecer al estado eclesiástico, ni ser ministro de algún culto religioso, a menos que se separe de su ministerio conforme a lo establecido por la Constitución Federal y la ley de la materia; y
- Saber leer y escribir y no tener antecedentes penales por la comisión de delitos realizados con dolo, exceptuando aquellos en los que se hayan concedido los beneficios de conmutación o suspensión condicional de la sanción.

La prohibición para los servidores públicos mencionados en los puntos 4 y 5, no surtirá efectos si se separan de sus cargos noventa días naturales anteriores al día de la elección, o a partir del quinto día posterior a la publicación de la convocatoria para la elección extraordinaria.

### Obligaciones del gobernador
El titular del Poder Ejecutivo Estatal tiene, entre otras, las siguientes obligaciones:
- Cumplir y hacer cumplir la Constitución y las leyes federales, los tratados internacionales, la Constitución Estatal y las leyes que de ellas emanen;
- Promulgar, publicar y ejecutar las leyes o decretos aprobados por el Congreso, así como los reglamentos necesarios para la ejecución y cumplimiento de las leyes y decretos aprobados por este;
- Velar por la conservación del orden, tranquilidad y seguridad del Estado, promover y fomentar, por todos los medios posibles, la educación pública, la protección a la salud y procurar el progreso y bienestar social en el Estado;
- Presentar al Congreso del Estado el Presupuesto de Egresos del año siguiente, proponiendo los ingresos necesarios para cubrirlos;
- Cuidar que los fondos públicos estén bien asegurados, y que su recaudación y distribución se hagan con arreglo a la ley;
- Convocar a referendo o plebiscito, cuyos resultados serán obligatorios para las autoridades del Estado;
- Vigilar que los recursos naturales sean utilizados en forma racional;
- Conceder indulto a reos sentenciados por los tribunales del Estado;
- Presentar ante el Congreso del Estado, el 15 de noviembre de cada año, un informe escrito acerca del estado que guarda la administración pública.

### Gabinete legal y ampliado
En ejercicio de su función, el gobernador del Estado es el encargado del nombramiento de los titulares de las siguientes dependencias de gobierno:
- Secretaría de Gobierno
- Secretaría de Seguridad Pública
- Secretaría de Finanzas y Planeación
- Secretaría de Educación
- Secretaría de Trabajo, Previsión Social y Productividad
- Secretaría de Desarrollo Económico y Portuario
- Secretaría de Infraestructura y Obras Públicas
- Secretaría de Turismo y Cultura
- Secretaría de Protección Civil
- Secretaría de Desarrollo Social
- Secretaría del Medio Ambiente
- Secretaría de Desarrollo Agropecuario, Rural, Forestal y Pesca
- Secretaría de Salud
- Fiscalía General del Estado
- Contraloría General
- Coordinación General de Comunicación Social
- Oficina del Programa de Gobierno y Consejería Jurídica
- Secretaría Particular del C. Gobernador
- Subsecretaría de Gobierno
- Subsecretaría de Desarrollo Regional
- Subsecretaría de Seguridad Pública
- Subsecretaría de Finanzas y Administración de la Secretaría de Finanzas y Planeación
- Subsecretaría de Desarrollo Político
- Subsecretaría de Promoción y Desarrollo Empresarial de la Secretaría de Desarrollo Económico
- Sistema para el Desarrollo Integral de la Familia
- Radiotelevisión de Veracruz
- Editora del Gobierno del Estado
- Colegio de Bachilleres del Estado de Veracruz
- Dirección General de Atención a Migrantes

## Poder Legislativo
El Poder Legislativo se deposita en una asamblea, denominada Congreso del Estado, que está formado por 50 diputados: 30 electos por el principio de mayoría relativa y 20 electos por el principio de representación proporcional.
El Congreso entra en funciones el 5 de noviembre de cada año para celebrar el primer periodo de sesiones ordinarias, el cual terminará el último día del mes de enero del año siguiente; el Congreso se reunirá nuevamente del 2 de mayo de cada año al último día de julio para un segundo periodo de sesiones ordinarias.

### Requisitos para ser diputado
Por cada diputado propietario se elegirá un diputado suplente, y para ambos casos se requiere:
- ser veracruzano en pleno ejercicio de sus derechos;
- saber leer y escribir, y
- ser vecino en el distrito que corresponda o en la circunscripción del Estado, en los términos de que establece la Constitución Estatal.

### Atribuciones del Congreso
El Congreso del Estado tiene, entre otras, las siguientes atribuciones, otorgadas por la Constitución Estatal':
- Aprobar, reformar, abolir y dar la interpretación auténtica de las leyes o decretos;
- Legislar en materia de educación; de cultura y deporte; profesiones; bienes, aguas y vías de comunicación de jurisdicción local; de salud y asistencia social; combate al alcoholismo, tabaquismo y drogadicción; de prostitución; de desarrollo social y comunitario; de protección al ambiente y de restauración del equilibrio ecológico; de turismo; de desarrollo regional y urbano; de desarrollo agropecuario, forestal y pesquero; de comunicación social; de municipio libre; de relaciones de trabajo del Gobierno del Estado o los ayuntamientos y sus trabajadores; de responsabilidades de los servidores públicos; de planeación para reglamentar la formulación, instrumentación, control, evaluación y actualización del Plan Veracruzano de Desarrollo, cuidando que la planeación del desarrollo económico y social sea democrática y obligatoria para el poder público; así como expedir las leyes, decretos o acuerdos necesarios al régimen interior y al bienestar del Estado; sin perjuicio de legislar en los demás asuntos de su competencia;
- Aprobar la Ley Orgánica del Municipio Libre;
- Aprobar, con dos terceras partes de sus integrantes: la suspensión de ayuntamientos, la desaparición de los mismos y la suspensión o revocación de ediles.
- Crear, fijar límites, suprimir y fusionar municipios además de resolver disputas que surjan entre estos por límites territoriales, competencias o de cualquiera otra especie y la modificación de los nombres de los mismos a solicitud de los Ayuntamientos respectivos.
- Nombrar, con la aprobación de las dos terceras partes de sus integrantes, a los magistrados del Poder Judicial y al presidente de la Comisión Estatal de Derechos Humanos;
- Ratificar, con la aprobación de las dos terceras partes de sus integrantes, el nombramiento de un miembro del Consejo de la Judicatura y del procurador general de Justicia;
- Conceder al gobernador, a los diputados, a los magistrados y a los consejeros de la Judicatura que hubiere designado, licencia temporal para separarse de su cargo. No se podrán conceder licencias por tiempo indefinido;
- Constituirse en colegio electoral y elegir al ciudadano que deba sustituir al Gobernador del Estado;
- Fijar anualmente los gastos públicos y decretar las contribuciones con que deban ser cubiertos, con base en el presupuesto que el Ejecutivo presente;
- Conceder al Ejecutivo, por un tiempo limitado y con aprobación de las dos terceras partes de sus integrantes, las facultades extraordinarias que necesite para salvar la situación en caso de alteración del orden o peligro público;
- Recibir del Gobernador, de los Diputados, de los Magistrados, de los integrantes del Consejo de la Judicatura, y de los titulares de los Organismos Autónomos de Estado, la protesta de guardar y hacer guardar la Constitución Federal, la del Estado y las leyes que de ambas emanen.